# Phyllanthus chekiangensis
Phyllanthus chekiangensis är en emblikaväxtart som beskrevs av Léon Camille Marius Croizat och Metcalf. Phyllanthus chekiangensis ingår i släktet Phyllanthus och familjen emblikaväxter. Inga underarter finns listade i Catalogue of Life.